# Бобална (Хунедоара)
Бобална (рум. Bobâlna) насеље је у Румунији у округу Хунедоара у општини Раполту Маре. Oпштина се налази на надморској висини од 207 m.

## Становништво
Према подацима из 2011. године у насељу је живело 529 становника.